# Vyhne
Vyhne es un municipio del distrito de Žiar nad Hronom en la región de Banská Bystrica, Eslovaquia, con una población estimada a final del año 2024 de 1117 habitantes.
Se encuentra ubicado al noroeste de la región, en el valle del río Hron —un afluente izquierdo del Danubio— y cerca de la frontera con las regiones de Nitra y Trenčín.

## Demografía
| Año        | 1994 | 2004     | 2014    | 2024    |
| ---------- | ---- | -------- | ------- | ------- |
| Población  | 1515 | 1341     | 1227    | 1117    |
| Diferencia |      | −11,48 % | −8,50 % | −8,96 % |

| Año        | 2023 | 2024 |
| ---------- | ---- | ---- |
| Población  | 1117 | 1117 |
| Diferencia |      | +0 % |